# Umberto Malvano
Umberto Malvano (17 de juliol de 1884 – 15 de setembre de 1971) va ser un dels primers jugadors de futbol italià de Torí. Va ser un dels tretze homes que van fundar la Juventus el 1897. Després de diversos anys jugant com a davanter de la Juventus, es va traslladar a l'AC Milan i va guanyar el Campionat italià de futbol de 1906 amb aquest darrer club.

## Palmarès
Milà
- Campionat d'Itàlia de futbol : 1906

Individual
- Capocannoniere : 1901